# Masaaki Mori
Masaaki Mori (森 正明, Mori Masaaki) est un footballeur japonais né le 12 juillet 1961 dans la préfecture de Nagasaki au Japon.